# Space Jam
Space Jam, este un film de acțiune din 1996, produs de Warner Bros. Animation, cu protagoniști pe Michael Jordan și Bugs Bunny. În România, filmul a avut premiera în 2001 pe Pro TV.